# 加兰丹
加兰丹（法語：Garindein，法語發音：[ɡaʁɛ̃dɛ̃]）是法国大西洋比利牛斯省的一个市镇，属于奥洛龙-圣玛丽区。

## 地理
加兰丹（43°12'31"N, 0°54'20"W）面积6.87 平方千米，位于法国新阿基坦大区大西洋比利牛斯省，该省份为法国东南部省份，涵盖了贝阿恩与北巴斯克，西临大西洋比斯開灣，北至朗德省，东北接热尔省，东临上比利牛斯省，南与西班牙接壤。
与加兰丹接壤的市镇（或旧市镇、城区）包括：艾尼亚尔普、戈坦-利巴朗克斯、莫莱翁-利沙尔、奥迪亚尔普。
加兰丹的时区为UTC+01:00、UTC+02:00（夏令时）。

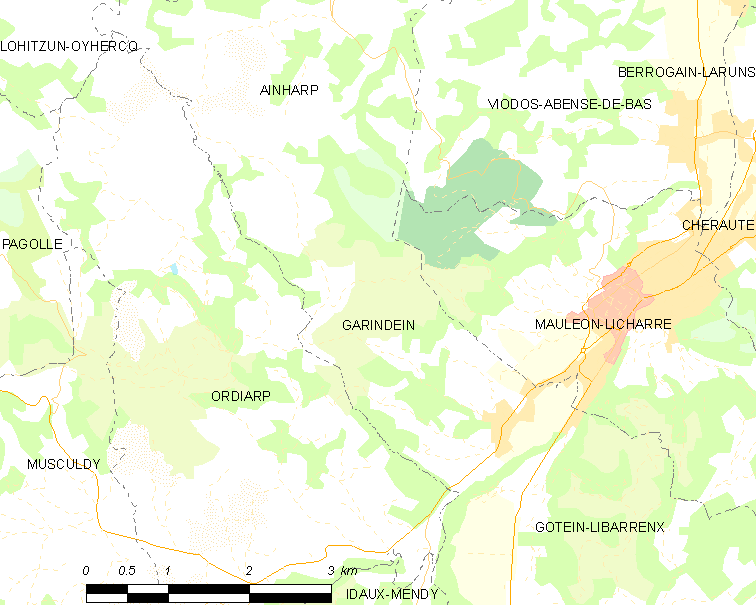
加兰丹的OSM定位图

## 行政
加兰丹的邮政编码为64130，INSEE市镇编码为64231。

## 政治
加兰丹所属的省级选区为巴斯克山地县。

## 人口

1962-2008年间加兰丹人口变化图示

加兰丹于2022年1月1日时的人口数量为459人。